# Nina Sublatti
Nina Sublatti, egl. Nina Sulaberidze (på georgisk: ნინა სულაბერიძე, født den 31. januar 1995 i Moskva, Rusland), er en georgisk sangerinde. Hun vandt den 14. januar 2015 den georgiske forhåndsudvælgelse til Eurovision Song Contest med nummeret "Warrior". Hun repræsenterede dermed landet med dette nummer ved Eurovision Song Contest 2015 i Wien. Hun opnåede en 4. plads i semifinalen og en 11. plads i finalen med 51 point.